# آربنا
آربنا (به فرانسوی: Arbanats) یک کمون در فرانسه است که در canton of Podensac واقع شده‌است. آربنا ۷٫۶ کیلومتر مربع مساحت دارد ۱۸ متر بالاتر از سطح دریا واقع شده‌است.